# Expertise médicale
L'expertise médicale est le travail fourni par un expert judiciaire quand celui-ci est un professionnel de la santé. 

## Droit français
En droit français, c'est une étape au cours du processus d'indemnisation des victimes d'accidents avec dommages corporels.
Elle est assurée par des médecins experts, ayant suivi un enseignement universitaire sanctionné par le diplôme de réparation juridique du dommage corporel.
Elle peut avoir lieu dans un cadre amiable ou judiciaire. Dans les deux cas, le caractère contradictoire de la discussion médico-légale permet aux victimes de voir leurs intérêts préservés grâce à une reconnaissance de tous les préjudices qu'elles ont subis.
L'expertise médicale est contradictoire lorsque la victime est assistée par un médecin expert indépendant de son choix, face aux médecins experts désignés par les compagnies d'assurance.

## Droit québécois (Canada)
En droit québécois, le rôle de l'expertise médicale peut varier en fonction du domaine du droit. S'il s'agit du droit de la responsabilité civile, alors les règles relatives au rapport d'expert et aux examens médicaux dans le Code de procédure civile vont trouver application.  S'il s'agit plutôt d'un dossier d'accident de travail, alors en principe les règles spécifiques au régime de la médecine du travail doivent s'appliquer dans le cadre de la Loi sur les accidents du travail et les maladies professionnelles (LATMP). S'il s'agit plutôt d'un dossier de droit pénal, alors les règles de common law relatives à la preuve d'expert vont trouver application (par ex. la preuve d'expert relative à la défense fondée sur les troubles mentaux).